# منطقة هواي هوانج
منطقة هواي هوانج (بالإنجليزية: Huai Khwang District)‏ هي منطقة من مناطق بانكوك. يبلغ عدد سكانها 90185 نسمة وذلك حسب إحصائيات سنة 2000. تبلغ مساحتها 15.0 كم².

الموقع في بانكوك